# 岡本真理子
岡本真理子（1951年12月28日—）是一名日本前排球运动员。她在1972年夏季奥林匹克运动会中，参加了女子排球比赛并获得银牌。她也参加了1974年亚洲运动会。